# 毛驤
毛驤（？—1390年），河南定遠人，元末明初政治人物。

## 生平
中書省參議毛騏之子。管軍千戶，因功升任親軍指揮僉事。跟隨大軍平定中原，升任指揮使。滕州段士雄謀反，毛驤率兵平定。當時浙東有倭寇，毛驤多將其補殺之，升任都督僉事。官至锦衣卫掌衛事，参与审判监狱事务。掌选受贿坏法事露，朱元璋亲于中书堂說：‘汝之恶极矣。’遂以骧之胸背刺“奸党毛骧”四字，剥皮贮草，置于都府堂上以警后来。刳心肺示众，其妻子皆斩之，以所披金锁甲钦赐蓝玉。”。後成為胡惟庸案"案犯"。